# Русская цветная болонка
Русская цветная болонка — порода декоративных собак, выведенная в Советском Союзе. Международной кинологической федерацией не признана. Уравновешенная, подвижная, доброжелательная.

## История породы
Порода выведена в 1950-е годы в Ленинграде путём скрещивания различных типов болонок с пекинесами и ши-тцу, с целью добиться квадратного формата и курчавой шерсти разных цветов. Первый стандарт породы утверждён в 1966 году Всесоюзным кинологическим советом при Министерстве сельского хозяйства Советского Союза.

## Внешний вид
Квадратный формат, шерсть курчавая или слегка волнистая и обязательно цветного окраса. Небольшая круглая головка, красиво посаженная на высоко поставленной шее. Переход ото лба к достаточно короткой мордочке хорошо выражен. Глаза большие, круглые, не выпуклые, выразительные. Шерсть обильная, мягкая, шелковистая с хорошим подшерстком. Окрас мочки носа, век и губ в тон основного окраса собаки. Хвост закинут на спину в кольце, покрыт обильной, украшающей шерстью.
Маленькая, крепкая, чуть растянутая собака, гармоничного сложения. Выглядит нарядной, благодаря обильной шерсти. Желательный рост — 24—26 см.
Голова пропорциональна общему сложению, средней величины, черепная часть округлая, переход ото лба к морде хорошо выражен. Морда несколько короче черепной части, сухая, слегка суживающаяся к невыступающей мочке носа. Цвет мочки носа и плотно прилегающих губ чёрный или в тон окраса. Уши висят на хряще, высоко посажены, концы ушей прилегают к голове или слегка приподняты. Глаза тёмные, кругловатые, прямо поставленные. Веки тонкие, сухие, плотно прилегающие, чёрные или в тон окраса. Зубы белые, небольшие, желателен ножницеобразный прикус, допускается прямой прикус и плотный перекус. Шея высокого постава, сухая.
Холка умеренно выраженная. Спина прямая, крепкая, широкая, мускулистая. Поясница короткая, слегка выпуклая. Круп округлый, широкий, слегка покатый. Грудь глубокая, умеренно широкая, овальной формы, длинная. Живот умеренно подтянут. Хвост высоко посажен, закинут на спину кольцом, лежит на спине или сбоку. Передние конечности при осмотре спереди прямые и параллельные. Угол плече-лопаточного сочленения — 90—110 градусов. Локотки направлены строго назад. Пясти крепкие, почти отвесные. Лапы небольшие, сводистые, в комке, слегка овальные. Задние конечности при осмотре сзади прямые и параллельные, поставлены чуть шире передних. Углы сочленений коленных и скакательных суставов хорошо выражены.
Шерсть длинная, густая, шелковистая, блестящая, не образующая пробора на спине. Шерсть сильноволнистая, предпочтителен крупный завиток. Подшёрсток хорошо развит. На морде хорошо развитые усы и борода. Окрас любой сплошной, кроме белого: чёрный, коричневый, серый, рыжий, палевый, подпалый, чепрачный, тигровый, с маской или без, можно в седине. Нежелательно, но допустимо наличие небольших белых отметин на груди и пальцах.